# 库尔特·布鲁格
库尔特·布鲁格（德語：Kurt Brugger，1969年3月17日—），意大利男子雪橇运动员。他曾代表意大利参加1988年、1992年、1994年和1998年冬季奥林匹克运动会雪橇比赛，获得一枚金牌。